# Comuna Velîka Medvedivka, Krasîliv
Velîka Medvedivka (în ucraineană Велика Медведівка) este o comună în raionul Krasîliv, regiunea Hmelnîțkîi, Ucraina, formată din satele Krasivka și Velîka Medvedivka (reședința).

## Demografie
Componența lingvistică a comunei Velîka Medvedivka
     Ucraineană (99,22%)
     Alte limbi (0,58%)
Conform recensământului din 2001, majoritatea populației comunei Velîka Medvedivka era vorbitoare de ucraineană (99,22%), existând în minoritate și vorbitori de alte limbi.